# Colangiopancreatografia retrògrada endoscòpica
La colangiopancreatografia retrògrada endoscòpica (CPRE) és una tècnica que combina l'ús de l'endoscòpia i la fluoroscòpia per diagnosticar i tractar determinats problemes de la via biliar o de la pancreàtica. Es realitza principalment per gastroenteròlegs altament qualificats i amb formació especialitzada. A través de l'endoscopi, el metge pot veure l'interior de l'estómac i el duodè, i injectar un medi de contrast als conductes de l'arbre biliar i del pàncrees perquè es puguin veure.
La CPRE s'utilitza principalment per diagnosticar i tractar afeccions de les vies biliars i pancreàtiques, incloent càlculs biliars, estenosis inflamatòries (cicatrius), fuites (traumàtiques i de cirurgia) i càncer. La CPRE es pot realitzar per raons diagnòstiques i terapèutiques, tot i que el desenvolupament d'investigacions més segures i relativament no invasives, com ara la colangiopancreatografia per ressonància magnètica (CPRM) i l'ecografia endoscòpica, ha fet que ara la CPRE rarament es realitzi sense intenció terapèutica.